# Kino autorskie
Kino autorskie – kino charakterystyczne dla poszczególnych twórców, będące wyrazem ich indywidualnego stylu i wizji artystycznej. Reżyser staje się jednocześnie scenarzystą, często eksponuje rolę obrazu filmowego zamiast fabuły. Tematyka porusza problemy egzystencjalne, skupia się na krytycznej wizji świata. Pojęcie bywa niekiedy zamiennie stosowane z terminem kino artystyczne i przeciwstawiane filmowym produkcjom rozrywkowym, stało się z czasem wartościujące i nieprecyzyjne. 

## Geneza zjawiska
Choć zjawisko kina autorskiego istniało już wcześniej, jego rozkwit nastąpił w latach 60. XX wieku i trwał do połowy lat 70. Teorię kina autorskiego ukształtowała grupa nowofalowych francuskich reżyserów i krytyków, skupionych wokół pisma "Cahiers du cinéma": André Bazin, François Truffaut, Jean-Luc Godard, Jacques Rivette. Kino autorskie miało stanowić przeciwwagę dla schematyzmu kina gatunkowego. Niekiedy pojęcie kina autorskiego stosuje się w zawężonym znaczeniu, jedynie w odniesieniu do grupy twórców z lat 60. i 70 XX wieku.

## Twórcy kina autorskiego
Do reżyserów, których uznaje się za prekursorów kina autorskiego należą Luis Buñuel, Akira Kurosawa, Ingmar Bergman. Do twórców tego nurtu poza francuską Nową Falą zalicza się także reżyserów polskiej i czeskiej szkoły filmowej, angielskiego ruchu młodych gniewnych.
Zjawisko kina autorskiego rozwinęło się głównie w Europie. Hollywoodzkie kino wyrosło w tradycji, w której reżyser był bardziej wykonawcą, a w mniejszym stopniu autorem filmu. Mimo to i w Stanach Zjednoczonych można odnaleźć reżyserów - autorów filmów. Do amerykańskich twórców tego typu filmów można zaliczyć takie postaci jak Robert Altman, Arthur Penn, Sam Peckinpah oraz Woody Allen czy Stanley Kubrick.